# Thomas Montemage
Thomas Ronald "Tom" Montemage (21 de janeiro de 1927 — 31 de janeiro de 2014) foi um ciclista olímpico estadunidense.

## Carreira
Montemage representou sua nação nos Jogos Olímpicos de Verão de 1948, 1952 e 1964.